# Grajewo
Grajewo est une ville de Pologne, située dans la voïvodie de Podlachie. Elle est le chef-lieu du powiat de Grajewo.

## Personnalités liées à la commune
- Antoni Karwowski (1948-), artiste polonais
- Rita Briansky (1925-2025), peintre et graveuse canadienne
- Salomon Slowes (1919-inconnu), artiste polonais

## Le marché du travail à Grajewo
Le marché du travail à Grajewo se caractérise par un chômage relativement élevé, notamment chez les personnes peu qualifiées. Les principaux secteurs d'activité sont l'agriculture, la transformation et la construction. La région est très recherchée en ouvriers, chauffeurs, commerciaux et techniciens. Les entreprises locales comme Mlekpol et Pfleiderer comptent parmi les plus gros employeurs. Pour augmenter vos chances de trouver un emploi, il est conseillé d'acquérir de nouvelles qualifications et de profiter des offres de l'agence pour l'emploi locale.